# Brebeni (okręg Konstanca)
Brebeni (tur. Kükürköy) – wieś w Rumunii, w okręgu Konstanca, w gminie Ion Corvin. W 2011 roku liczyła 19 mieszkańców.